# Canon cung Rê trưởng
Canon cung Rê trưởng (tên gốc Kanon und Gigue in D-Dur für drei Violinen und Basso Continuo, nghĩa là Bản luân khúc cung Rê trưởng cho ba đàn vĩ cầm và bè trầm đánh số; còn được biết đến trong tiếng Việt qua các tên Canon in D hay rút gọn là Canon) là một trong những bản nhạc nổi tiếng nhất của Johann Pachelbel. Nó được viết vào khoảng năm 1680, thời kỳ Baroque, như là một bản nhạc giao hưởng dành cho ba đàn vĩ cầm và bè trầm đánh, nhưng sau đó được hòa âm nhiều kiểu dành cho đồng diễn. Canon bản nguyên thủy được viết thành một đôi với một điệu jic cùng nốt, mặc dù bản này không được công diễn và ghi âm thường xuyên hiện nay.
Giống như nhiều tác phẩm khác của Pachelbel và những tác phẩm khác từ thế kỷ 17 trở về trước, bài canon cung Rê trưởng đã bị lãng quên suốt nhiều thế kỷ và chỉ được tái phát hiện vào thế kỷ 20. Nó được tái công bố vào năm 1919 và chỉ vài thập niên sau đó đã trở nên rất nổi tiếng. Bài nhạc từng một thời nổi tiếng trong cộng đồng nhạc pop trong thập niên 1990, từng được sử dụng trong các bài hát nổi tiếng như C U When U Get There của Coolio và Basket Case của Green Day. Bản nhạc được đặc biệt nhắc tới vì kiểu chuyển hợp âm của mình, và được chơi trong các lễ cưới, được đưa vào nhiều dĩa CD nhạc giao hưởng, cùng với các bản nhạc thời Baroque nổi tiếng khác như là Giai điệu trên dây Sol (Air on the G String) của J. S. Bach (BWV 1068). Canon trở nên nổi tiếng vào cuối thập niên 1970 qua một bản thu âm nổi tiếng của dàn nhạc giao hưởng Jean-François Paillard. Một đoạn nhạc biến tấu không dùng vĩ cầm cũng thường được thêm vào (thường là một ban nhạc dùng nhạc cụ dây hoặc một nhóm tứ tấu) trong khi đàn clavico hay organ thì không còn được sử dụng để gia tăng sự du dương cho cung trầm.
Ngày nay Canon và các biến tấu của nó được sử dụng trong rất nhiều thể loại nhạc: từ nhạc thánh ca, nhạc giao hưởng tới cả nhạc nhẹ, rock và hiphop.

## Hòa âm
Canon cung Rê trưởng là sự tổng hợp của kỹ thuật canon và bè trầm trì tục (basso ostinato). Canon là một phức điệu trong đó nhiều loại âm xướng cùng chơi một thức nhạc điệu theo chuỗi. Trong tác phẩm của Pachelbel, có ba loại âm xướng tham gia vào điệu canon (xem 9 nhịp đầu của bản Canon cung Rê trưởng) và âm thứ 4 - bè trầm liên tục (Basso continuo) - đóng vai trò độc lập.

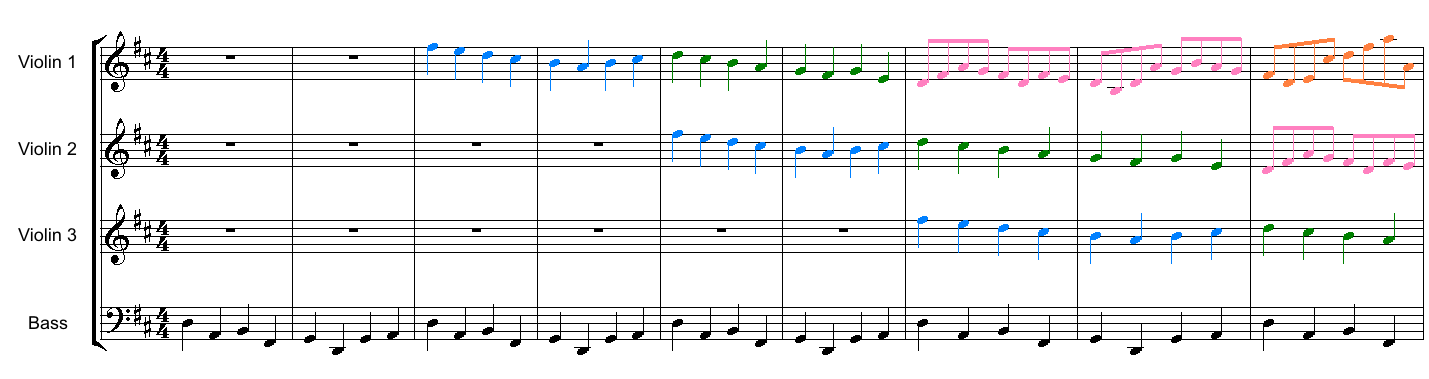
9 nhịp đầu của Canon cung Rê trưởng: các đàn vĩ cầm sẽ chơi ba âm xướng luân khúc trên một âm bè trầm nền tạo nên giai điệu.

Bè trầm liên tục của Canon cung Rê trưởng, được cấu thành bởi 8 nốt nhạc trong 2 nhịp của 8 hòa âm của bản canon.

|   | Hòa âm       | Bậc âm      | Số La Mã |
| 1 | Rê trưởng    | Chủ âm      | I        |
| 2 | La trưởng    | Át âm       | V        |
| 3 | Si thứ       | Hạ trung âm | vi       |
| 4 | Fa thăng thứ | Trung âm    | iii      |
| 5 | Son trưởng   | Hạ át âm    | IV       |
| 6 | Rê trưởng    | Chủ âm      | I        |
| 7 | Son trưởng   | Hạ át âm    | IV       |
| 8 | La trưởng    | Át âm       | V        |

## Một số thu âm
- Trục trặc khi nghe? Xem hướng dẫn.